# Word Up! (chanson de Cameo)
Singles de Cameo
Candy
(1986)
Word Up ! est une chanson du groupe américain Cameo, sortie en 1986. Elle est composée par les membres du groupe. Sa diffusion sur les radios américaines, ainsi que son clip sur MTV, lui permettent d'être le titre le plus connu du groupe. 

## Contexte
Extraite de l'album homonyme, la chanson est le premier succès du groupe Cameo à se hisser dans le Top 40 américain, atteignant la sixième place du Billboard Hot 100 et reste trois semaines à la première place du classement Hot R&B/Hip-Hop Songs.
Word Up est une expression familière, populaire à New York et dans d'autres zones urbaines américaines, qui sert à confirmer ce qui est dit. Blackmon déclare à propos de la chanson : « Ça sonne bien, et c'est avant son temps. Vous pouvez jouer la chanson n'importe où, n'importe quand, et quelqu'un va se mettre à bouger et à secouer la tête. Notre son est également unique. Je n'en ai pas entendu d'autre comme celui-ci, et nous n'en entendrons probablement pas d'autre à l'avenir. C'est si important pour nous ».

## Reprise de Little Mix
Singles de Little Mix
Little Me
(2013) Salute
(2014)
Le groupe britannique Little Mix reprend la chanson pour l'évènement de charité Sport Relief en 2014. La chanson est sortie en version numérique le 16 mars 2014, suivie d'une version physique le lendemain, uniquement disponible à l'achat dans les magasins Sainsbury's.

### Contexte
Le groupe annonce le single le 16 janvier 2014, via Twitter. La chanson est diffusée pour la première fois sur BBC Radio 1 le 20 janvier 2014, pendant l'émission de Nick Grimshaw. La pochette du single est dévoilée le 24 janvier 2014. 

### Clip
Le tournage du clip débute en février 2014. La vidéo est diffusée pour la première fois sur le Chart Show TV le 28 février 2014 et est publiée sur Vevo le 3 mars 2014.  Parmi les caméos, on retrouve Nick Grimshaw, Louie Spence, Louis Smith, Arlene Phillips, Melanie C et Chris Barrie.

### Certification
| Pays   | Certification | Ventes | Référence |
| ------ | ------------- | ------ | --------- |
| Brésil | Or            | 30 000 | [ 10 ]    |